# دار طباعة النقد (مصر)
تأسست دار طباعة النقد التابعة للبنك المركزي المصري في ستينيات القرن العشرين وبدأت عملياتها الإنتاجية عام 1967، حيث أُنشئت بهدف طباعة أوراق النقد داخل مصر بدلًا من الاعتماد على المطابع الأجنبية.
بدأت عمليات الإنتاج في البداية باستنساخ قوالب مستوردة، إلا أن الدار تطورت لاحقًا لتُنتج العملات محليًا بالكامل، بدايةً من تصميمها وحتى الطباعة. وتمكنت من طبع فئة 50 جنيهًا عام 1993 بالكامل داخل الدار، تلتها تصميم فئات جديدة مثل 10 جنيهات عام 2003 وفئة 200 جنيه بمقاسات مختلفة في عامي 2007 و2009.
تتخصص الدار أيضًا في إنتاج الوثائق مثل جوازات السفر والشهادات الجامعية وشهادات الادخار والاستثمار.
في يوليو 2018، أعلن البنك المركزي اعتزامه إنشاء مطبعة جديدة تابعة لدار طباعة النقد في العاصمة الإدارية الجديدة. بدأ تشغيل المطبعة الجديدة في يناير 2022.

## تاريخ تطور العملة في مصر
شهد النظام النقدي في مصر تطورات عدة منذ بداية التعامل بالعملات. قبل عام 1834، لم تكن هناك عملة وطنية موحدة، بل تم الاعتماد على عملات ذهبية وفضية متنوعة. في عام 1834، صدر مرسوم ملكي يُقر إصدار عملة مصرية تستند إلى نظام المعدنين (الذهب والفضة)، وبدأ سكّ الجنيه المصري الذهبي عام 1836 ليصبح العملة الوطنية.
لاحقًا، ومع الاعتماد المتزايد على معيار الذهب عالميًا، أُلغيت سياسة المعدنين رسميًا عام 1885، وأصبح الجنيه الذهبي المصري العملة الموحدة. نتيجة لنقص الإصدارات الجديدة من الجنيه المصري، سُمح باستخدام العملات الذهبية الأجنبية، وخاصة الجنيه الإسترليني، بأسعار صرف ثابتة.
في عام 1898، تم تأسيس البنك الأهلي المصري الذي مُنح امتياز إصدار أوراق النقد القابلة للتحويل إلى ذهب. وفي عام 1914، تغيرت السياسة النقدية، حيث أُوقف تحويل أوراق النقد إلى ذهب وأصبح الجنيه الورقي العملة الرسمية. تطور إصدار النقد ليشمل ميزات أمان متقدمة، مثل العلامة المائية عام 1930 وخيط معدني عام 1968.
مع إنشاء البنك المركزي المصري عام 1960، مُنح حق إصدار العملة الوطنية. وفي عام 1968، أُنشئت دار طباعة النقد لتتولى طباعة العملات محليًا بدلًا من الاستيراد، مع تلبية احتياجات الاقتصاد عبر إصدار فئات نقدية كبيرة مثل 20 جنيهًا عام 1977، و100 جنيه عام 1979، و50 جنيهًا عام 1993.